# 세계 거버넌스
세계 거버넌스(영어: global governance 글로벌 거버넌스[*])는 합의를 집행하는 권력이 존재하지 않을 때, 일국 혹은 1지역 이상으로 영향을 주는 문제를 해결하는 것을 목적으로 해 국경을 넘은 주체의 정치적 상호작용을 가리킨다. 세계적인 통치의 과제는 국제화의 문맥에 존재한다. 인간 사회 사이 및 인류와 생태계의 사이에서의 세계 규모로의 상호의존의 가속화에 대응하여, 세계적인 통치의 구조는 전 세계 규모로의 규제를 확정한다.
구체적으로는, 사람·물건·돈·정보가 국경을 넘어 왕래하는 글로벌화의 시대에 일국의 통치만으로는 해결할 수 없는 많은 중요 문제 (예를 들어 환경 문제, 국제 테러 문제, 난민 문제 등)에 어떻게 대처하는지를 생각한다.

## 말의 기원

### 계보
1991년의 소련 해체는 세력 균등 정책에 근거한 장기간 계속된 국제 관계의 역사의 마지막 자취를 남겼다. 이 역사적 사건 이후, 지구는 지리 전략적인 붕괴의 단계에 돌입했다. 예를 들어, 많은 정부에서 아직껏 받아 들여지고 있는 국가 안전 보장 모델은 정부가 대표하는 제한된 골조를 넘어 퍼지고, 등장한 집단적 양심으로 점차 길을 양보했다..
세계적인 통치 기구의 과제는 1990년대 초까지 등장하지 않았다. 그까지는 '상호의존'이라는 말이 국가간의 관계의 관리를 묘사하기 위해서 사용되어 왔다. 1990년대의 포스트냉전 세계는 수많은 쟁점에 근거해 출현해 온 새로운 시대의 골조를 눈 앞으로 했다.
- 이미 국가 혹은 지역의 차원에서는 효과적으로 작용하지 않는 규제 조치를 국제적인 차원으로 옮기는 전망을 논리적으로 지적하고 있는, 중요한 주제로서의 국제화의 중요성의 고조 및 국민 국가의 약체화.
- 리우 회의 (1992년)에서 다국간의 인지를 받은 지구의 환경적 염려의 증대. 기후나 생물 다양성에 관계한 회의의 의제는 즉시 지구 규모의 환경과 개념적으로 표명되게 된 새로운 시도를 상징한다.
- 무역과 환경, 무역과 사회적 권리, 무역과 공중위생 등 표준을 둘러싼 분쟁의 출현. 이러한 분쟁은 거시경제 안정화 정책의 사회적 효과를 둘러싼 전통적인 논쟁에 늘어서, 상호의존의 주요한 분야가 전문화한 국제 제도에 서로 신탁된 통치 기구에서의 평등하고 정당한 목적의 사이의 중재라는 과제를 지적한다. 범위가 한정되고 있지만, 이러한 분쟁은 상징적인 의미로 강하고, 중재하는 원칙이나 제도를 둘러싼 문제도 제기한다.
- 국제 경제에 참가하는 것으로, 공업국이 힘을 가져, 그 이익을 우선하는 것을 받아 들이는 것이 어렵다고 생각하는 개발도상국에 의한 국제 표준이나 제도에 대한 의문의 증대. 국제적인 통치 기구의 구축이 권력자들의 지정석이 됐다고 생각해 그 원칙이나 수속의 양쪽 모두를 거부하는 시민사회로부터도 도전이 들이대어진다. 이들 두 방향으로부터의 비판은 대립하는 심정이나 목표를 가지고 있지만, 1999년의 시애틀 WTO 각료회의에 상징되듯이, 선진국이나 주요한 제도의 지배에 반대하는 것으로 알려졌다[2].

### 정의
세계적인 통치에 대한 간결하고 광의의 정의로는, 이 용어는 지구 규모로 인간 사회를 조직화하는 것을 의도한 모든 규제를 지시하는 것에 사용된다.
전통적으로, 통치는 '통치하는 것', 혹은 정치권 권세, 제도, 궁극적으로는 지배와 관련 지어 왔다. 이 특정의 의미로의 통치는 서로 의존하는 사회 관계를 조정해, 통제하는 것을 목적으로 하고, 결정을 집행하는 능력을 가진 공식의 정치 제도를 의미한다. 그러나, 제임스 로즈노우와 같은 논자는 국제 시스템이 총출동한, 국가의 상위에 정치권 권세가 결여하고 있는 상황으로의 상호의존 관계의 규제를 의미하기 위해서 '통치'를 이용해 왔다. '글로벌한 공공정책'의 발전을 제시하는 논자도 있다.
아디르 나잡은 '글로벌한 정부의 결여에서의 글로벌 과정의 관리'라고 세계 거버넌스를 정의했다. 토마스 웨이스에 의하면 '세계 거버넌스는 구체적이고 협조적인 문제 해결의 구조이며, 유엔 뿐만이 아니라, 국제 공무원이나 다른 비국가 액터를 포함한다'.
이 '강조적 문제 해결의 구조'는 법률, 다양한 액터 (정부 간 조직, NGO, 민간 부문, 시민사회, 제개인)가 집단적 문제를 관리하는 법률 혹은 공식으로 구성하는 제도의 형태를 취하는 점에서, 공식일지도 모른다. 혹은 (실천이나 지침의 경우와 같이) 비공식이거나 즉석적인 물건일지도 모른다.
세계 거버넌스는 '전 세계의 집단적 이익이 접합되어 권리나 의무가 확립되어 차이가 중개되는 것을 통한, 국가간 및 비정부를 불문하고, 국가·시장·시민·조직간의 공식 및 비공식의 제도·메커니즘·관계성·과정의 복합체'라고 정의될지도 모른다.

## 같이 보기
- 지역주의
- 유럽연합 (EU)
- 자유무역협정 (FTA)
- 세계화 (전구화)
- G8
- 교토 의정서